# Зірка Франції та Німеччини
Зірка Франції та Німеччини — британська військова медаль, започаткована для відзнаки тих, хто брав участь у бойових діях на території Франції, Бельгії, Люксембургу, Нідерландів та Німеччини, а також у Північному морі та Біскайській затоці під час Другої світової війни (6 червня 1944 — 8 травня 1945).
Військовослужбовці, які брали участь у бойових діях на території Австрії не могли претендувати на отримання медалі, оскільки вони підпадали під дію іншої медалі.

## Опис
- Медаль є шестипроменевою зіркою з жовтого сплаву міді з цинком висотою 44 мм й завширшки 38 мм.
- На лицьовому боці зображено вензель короля Георга VI, увінчаний короною. Колом розміщено напис: «Зірка Франції та Німеччини».
- Реверс чистий, окрім тих медалей, що вручались австралійським та південноафриканським військовослужбовцям.
- Стрічку виконано у червоному, білому та синьому кольорах (кольорах національних прапорів Великої Британії, Франції та Нідерландів).